# Muela de San Juan
La Muela de San Juan es una extensa plataforma calcárea situada entre Griegos y Guadalaviar (provincia de Teruel, Aragón). Su altura media supera los 1.800 metros y alcanza los 1.841 de máximo.
Forma parte del conjunto de muelas calcáreas de los Montes Universales, y está aislada por los valles del río Griegos y el valle del alto Guadalaviar cuyo nacimiento se encuentra en la vertiente sur de la Muela.
Como casi todas las demás muelas de los Montes Universales, es un sinclinal con pliegues bajos en los flancos y bellas representaciones de llanuras erosivas finiterciarias, recordando externamente a las muelas de la Depresión del Ebro.
El nivel superior duro se compone de estratos de calizas y dolomías del cretácico superior que forman las cornisas kársticas llamadas 'cinglos' y dolinas en embudo.
Los niveles más bajos son también más huecos y de materiales terrosos de las formaciones Utrillas y Weald, con arenas y arcillas. 
Es una zona en la que la vegetación más abundante es el bosque de Pino Albar junto con sabinas chaparras, estando presente también el enebro, y está muy presente en la zona más alta. En las zonas más bajas y con terreno más arcilloso y húmedo se encuentran los pastos.
La Muela de San Juan cuenta desde hace unos años con una pista de esquí de fondo y un restaurante llamados 'La Colocha'.